# Геренук
Геренук (лат. Litocranius walleri) је врста папкара из породице шупљорога (Bovidae). Једина је врста у монотипичном роду Litocranius. Ова антилопа насељава велики део источне Африке.

## Опис
Геренук је препознатљив по свом дугом, витком врату и удовима, спљоштеној глави и великим ушима. Код врсте је присутан полни диморфизам. Мужјаци достижу висину у раменима од 89 до 105 cm, док женке, које су мање, достижу висину од 80 до 100 cm. Висина геренука рачунајући врат и главу је између 140 и 160 cm. Мужјаци теже од 31 до 52 kg, а женке од 28 до 45 kg.
Рогови, које има само мужјак, су у облику лире. Рогови су закривљени уназад, а при врху благо унапред. Рогови су дуги од 25 до 44 cm.
Крзно геренука је на леђима кестењасте боје, док је на боковима светло риђе, а са доње стране (на трбуху и грудима) је бело. Очи и усне, су окружене крзном беле боје.

## Исхрана
Геренук је биљојед, који се претежно храни лишћем грмова и дрвећа, плодовима, цвећем, изданцима и зељастим биљем. У стању је да, када се ослони на задње ноге и издужи врат, дохвати високе гране дрвећа (до око 2 m изнад земље), које друге антилопе не могу да дохвате. Храни се лишћем врста из рода акација (Acacia), а у време суша се храни биљкама које задржавају зелено лишће. Зашиљене усне помажу геренуку да избегне бодље на гранама и да допре до лишћа. Геренук не пије воду редовно, већ потребну влагу добија из хране. Грабљивци који лове геренука су афрички дивљи пас, гепард, хијена, лав и леопард.

## Распрострањење и станиште
Геренук насељава Рог Африке и област Великих језера у Африци, и то државе Етиопију, Сомалију, Џибути, Кенију и Танзанију.
Станиште геренука су полусуви жбуновити предели.

## Угроженост
Ова врста је на нижем степену опасности од изумирања, и сматра се скоро угроженим таксоном. Судећи по расположивим подацима, популација ове врсте се смањује.